# Thalamoporella andamanensis
Thalamoporella andamanensis är en mossdjursart som beskrevs av Soule, Soule och Chaney 1992. Thalamoporella andamanensis ingår i släktet Thalamoporella och familjen Thalamoporellidae. Inga underarter finns listade i Catalogue of Life.